# 343 인더스트리
343 인더스트리(343 Industries, 343i)는 워싱턴주 레드먼드에 위치한 미국의 비디오 게임 개발사이다. 헤일로의 캐릭터 343 길티 스파크(343 Guilty Spark)에서 이름을 딴 이 기업은 헤일로 SF 미디어 시리즈의 개발을 감독하기 위해 2007년 마이크로소프트 스튜디오에 의해 설립되었다. (마이크로소프트와 번지의 분할) 헤일로 4는 343 인더스트리가 출시한 최초의 타이틀이며 주도적인 개발 역할을 맡았다. 이 회사의 최신 릴리스는 2017년의 헤일로 워즈 2이다.

## 역사

### 설립
343 인더스트리는 2007년에 설립되었으며, 이전의 헤일로 스튜디오 번지가 마이크로소프트로부터 분리된 이후에 설립되었다. "헤일로"의 캐릭터 343 길티 스파크의 이름을 땄다. 번지는 2010년 헤일로: 리치 때까지 헤일로 게임을 계속 개발하였다.

## 개발한 게임
| 연도 | 게임                           | 플랫폼                                                           | 참고                                  |
| ---- | ------------------------------ | ---------------------------------------------------------------- | ------------------------------------- |
| 2011 | 헤일로: 전쟁의 서막 애니버서리 | 엑스박스 360                                                     |                                       |
| 2012 | 헤일로 4                       | 엑스박스 360                                                     | 헤일로 4는 엑스박스 원용으로 재출시됨 |
| 2013 | 헤일로: 스파르탄 어썰트        | 마이크로소프트 윈도우, 윈도우 폰, iOS, 엑스박스 360, 엑스박스 원 | Vanguard Games와의 협업               |
| 2014 | 헤일로: 마스터 치프 콜렉션     | 엑스박스 원                                                      |                                       |
| 2015 | 헤일로: 스파르탄 스트라이크    | 마이크로소프트 윈도우, 윈도우 폰, iOS                            | Vanguard Games와의 협업               |
| 2015 | 헤일로 5: 가디언스             | 엑스박스 원                                                      |                                       |
| 2017 | 헤일로 워즈 2                  | 마이크로소프트 윈도우, 엑스박스 원                               | 크리에이티브 어셈블리와의 협업        |
| 2021 | 헤일로 인피니트                | TBA                                                              |                                       |